# من كل حسب قدرته إلى كل حسب حاجته
«من كل حسب قدرته إلى كل حسب حاجته» (بالفرنسية: De chacun selon ses moyens, à chacun selon ses besoins)‏؛ (بالألمانية: Jeder nach seinen Fähigkeiten, jedem nach seinen Bedürfnissen)‏ هو شعار روّجه كارل ماركس ورد في كتابه من عام 1875 نقد برنامج غوتا. يشير المبدأ إلى حرية الوصول وتوزيع السلع ورؤوس الأموال والخدمات. من وجهة النظر الماركسية فإن مثل هذا الترتيب سيكون ممكنا من خلال وفرة السلع والخدمات التي سينتجها نظام شيوعي متطور. والفكرة هي أنه مع تطور الاشتراكية دون قيود القوى المنتجة، سوف يكون هناك ما يكفي لتلبية احتياجات الجميع.

## أصل العبارة
وردت الفقرة الكاملة التي تحتوي على صياغة ماركس للمفهوم في نقد برنامج غوتا على النحو التالي:
على الرغم من شيوع الاعتقاد بأن ماركس هو صاحب هذه العبارة، إن هذا الشعار كان شائعا في الحركة الاشتراكية. على سبيل المثال، استخدمه أوغست بيكر في عام 1844 ولويس بلان في عام 1851. أصل هذه الصيغة تعزى أيضا إلى المفكر المثالي الفرنسي إتيين-غابرئيل موريلي، الذي اقترح في كتابه قانون الطبيعة من عام 1755 «قوانين مقدسة وأساسية التي من شأنها أن تقتلع جذور الرذيلة وكافة شرور المجتمع» بما في ذلك

يُرجع بعض العلماء أصل هذه العبارة إلى العهد الجديد. في سفر أعمال الرسل يوصف نمط حياة جماعة المؤمنين في القدس بأنه اشتراكي (بدون ملكية فردية)، ويستخدم عبارة «فكان يُوزَّع على كل أحد كما يكون له احتياج»:

## الجدل حول الفكرة
حدد ماركس الشروط التي يمكن بموجبها تطبيق مثل هذه العقيدة، وهو مجتمع قامت فيه التكنولوجيا والتنظيم الاجتماعي بالقضاء بشكل كبير على الحاجة إلى العمل الجسدي في إنتاج الأشياء، حيث «يصبح العمل، لا وسيلة للعيش وحسب، بل الحاجة الأولى للحياة أيضاً». وأوضح ماركس اعتقاده بأنه في مثل هذا المجتمع، سيكون كل شخص متحمسا للعمل من أجل مصلحة المجتمع على الرغم من غياب آلية اجتماعية تجبره على العمل، لأن العمل قد أصبح نشاطا ممتعا وخلاقا. كان ماركس يقصد بالقسم الأول من شعاره «من كل حسب قدرته» أن يقترح ليس أن على كل شخص أن يعمل بأقصى إمكانياته فحسب، وإنما يجب على كل شخص تطوير مواهبه الخاصة على أفضل وجه.
بادعاء أنه في «مرحلة الشيوعية المبكرة» (أي «الاشتراكية»، تمشيا مع مصطلحات ماركس)، فقد قام الاتحاد السوفيتي باستنباط الصياغة التالية: «من كل حسب قدرته إلى كل حسب عمله (العمل والاستثمار)».
رغم سعي لاهوت التحرير لتفسير  الدعوة المسيحية إلى العدالة في طريقة متوائمة مع هذا القول المأثور الماركسي، فإن بعض المسيحيين قد أشاروا إلى أن تعليم يسوع في مثل الوزنات (متى 25:14-30) يؤكد فقط «من كل حسب قدرته» لا «لكل حسب حاجته».

## راجع أيضا
- الشيوعية
- شيوعية لاسلطوية
- اضمحلال الدولة
- اقتصاد ما بعد الندرة
- إلى كل حسب مساهمته
- من لا يعمل لا يأكل
- يا عمال العالم اتحدوا

## وصلات خارجية
- نقد برنامج غوتا عن أرشيف الماركسيين العرب.
- الماركسية والأخلاق (بالإنجليزية)
- ماذا يقول الكتاب المقدس عن الشيوعية والاشتراكية؟ (بالإنجليزية)
- مواجهة الشيوعية: نظريات كارل ماركس (بالإنجليزية)